# Phil Soussan
Phil Soussan (Londra, 23 giugno 1961) è un bassista, compositore e produttore discografico britannico.
Ha raggiunto la fama entrando come bassista della band di Ozzy Osbourne durante le registrazioni dell'album The Ultimate Sin. Successivamente ha suonato per Billy Idol, Johnny Hallyday, Steve Lukather e tanti altri. Parallelamente a queste collaborazioni, dal 1989 porta avanti il suo progetto personale intitolato Beggars & Thieves.
Soussan ha occasionalmente svolto anche l'attività di produttore, lavorando per Dokken, Jani Lane, Toto e Blues Traveler.

## Discografia parziale

### Con Ozzy Osbourne
- The Ultimate Sin (1986)
- The Ultimate Ozzy (1986) DVD & video

### Con Billy Idol
- Charmed Life (1990)

### Con i Beggars & Thieves
- Beggars & Thieves (1990)
- Look What You Create (1992)
- The Grey Album (1999)
- Stone Alone EP (2010)
- We Are the Brokenhearted (2011)

### Con Johnny Hallyday
- Rough Town (1994)
- Live at La Cigale (1995)
- Lorada (1996)
- Lorada Tour Live (1996)
- Destination Vegas (1997)

### Con Steve Lukather
- Luke (1997)

### Con i Last in Line
- II (2019)

### Altre collaborazioni
- John Waite
- Richie Kotzen
- Edgar Winter
- Toto
- Jani Lane